# Cecilia Razovsky
Cecilia Razovsky (* 4. Mai 1886 in  St. Louis, Missouri; † 28. September 1968 in San Diego) war eine US-amerikanische Sozialarbeiterin und Autorin. Sie widmete ihr Leben der Hilfe für jüdische Immigranten und Flüchtlinge in die USA.

## Leben
Razovsky besuchte die Washington University in St. Louis (1911), die Corliss School of Law (1912), die St. Louis School of Economics (1913) und die Chicago School of Civics and Philanthropy (1919). Sie schloss ein Studium der Soziologie an der University of Chicago ab.
In den 1920er Jahren arbeitete Cecilia Razovsky mit dem National Council of Jewish Women (NCJW) und in den 1930er Jahren mit dem National Refugee Service zusammen. Von 1922 bis 1930 war sie Redakteurin der NCJW-Publikation The Immigrant und schrieb Artikel, Bücher, Theaterstücke und Pamphlete auf Englisch und Yiddisch, die sich mit Immigration und den Bedingungen von Juden in Latein-Amerika beschäftigten. 1923 vertrat sie das NCJW auf der Weltkonferenz Jüdischer Frauen in Wien und sprach über die Restriktionen für Immigranten in den USA. 1932 wurde sie stellvertretende Direktorin des NCJW und 1934 zugleich erste Generalsekretärin („Executive Secretary“) der neu gegründeten German Jewish Children’s Aid (GJCA), einer Organisation, der es in den Folgejahren gelang, etwa 1400 jüdische Kinder im Alter bis zu 16 Jahren aus Deutschland herauszuholen und in den USA in Sicherheit zu bringen.
Zwischen 1926 und 1937 leitete Razovsky zahlreiche Studien über das Leben jüdischer Flüchtlinge einschließlich der Bedingungen in den europäischen Hafenstädten, in Kuba, Mexiko, Kanada, Brasilien und Argentinien.
Razovsky war mit dem Arzt Morris Davidson verheiratet, das Paar hatte einen Sohn.

## Veröffentlichungen (Auswahl)
- What Every Emigrant Should Know (1922)
- Changing Standards in Social Service as a Result of the New Immigration Policy (1925)
- What Every Woman Should Know About Citizenship (1926)
- The Jew Rediscovers America (1929)
- Jewish Migration to South America and South Africa (1930)
- Handicaps in Naturalization (1932)
- Making Americans (1938)